# Morărești (okręg Ardżesz)
Morărești – wieś w Rumunii, w okręgu Ardżesz, w gminie Morărești. W 2011 roku liczyła 682 mieszkańców.